# Kel-Tec CNC Industries
Kel-Tec CNC Industries Inc. – amerykański producent broni palnej.
Pierwszą wyprodukowaną przez Kel-Tec bronią był pistolet P-11. Przy długości 140 mm miał on masę zaledwie 400 g. Przeznaczony był dla detektywów policyjnych pracujących po cywilnemu lub jako broń zapasowa. Kolejną oryginalną bronią Kel-Tec był składany karabinek Sub-9. Najnowszym produktem jest karabin RFB w układzie Bullpup zaprezentowany w roku 2007.

## Przykłady produktów Kel-Tec
- Pistolet Kel-Tec P11
- Pistolet Kel-Tec P-32
- Karabinek Sub-9
- Karabin Kel-Tec RFB